# توماس وایت (سیاستمدار استرالیایی)
سر توماس والتر وایت (به انگلیسی: Sir Thomas Walter White)، KBE، DFC، VD (۲۶ آوریل ۱۸۸۸ – ۱۳ اکتبر ۱۹۵۷) سیاستمدار و خلبان استرالیایی در جنگ جهانی اول بود. در سال ۱۹۱۴ وی به عنوان یکی از اولین افراد هوایی آموزش دیده برای سپاه پرواز استرالیا (AFC) شد و سال بعد وی در میان اولین اعضای AFC بود و هنگام استقرار در خاور میانه با پرواز نیم بین النهرین به آنجا اعزام شد. وی پس از انجام چندین مأموریت در پشت خطوط ترکیه، در نوامبر ۱۹۱۵ دستگیر شد اما در ژوئیه ۱۹۱۸ فرار کرد. وایت به دلیل خدمات جنگی خود مدال صلیب پرواز ممتاز را دریافت کرد. وی در سال ۱۹۲۰ با ورا دیکین، کارگر صلیب سرخ و دختر نخست‌وزیر سابق استرالیا، آلفرد دیکین ازدواج کرد.
وایت فعالیت پارلمانی خود را در سال ۱۹۲۹ و هنگامی که به عنوان نماینده در بالاکلاوا در ویکتوریا به مجلس نمایندگان استرالیا انتخاب شد، آغاز کرد. وی از سال ۱۹۳۳ تا ۱۹۳۸ به عنوان وزیر تجارت و گمرک در دولت حزب متحد استرالیای جوزف لیونز فعالیت داشت، اما با استثنا از کابینه داخلی لیونز استعفا داد. او اندکی پس از آغاز جنگ جهانی دوم به نیروی هوایی سلطنتی استرالیا (RAAF) پیوست و در استرالیا و انگلستان خدمات دید. وی در سال ۱۹۴۵ به عنوان عضوی از حزب تازه تأسیس لیبرال استرالیا به پارلمان بازگشت و از ۱۹۴۹ تا ۱۹۵۱ به عنوان وزیر هوا و وزیر هواپیمایی کشوری در دولت رابرت منزیس خدمت کرد. دوره وی همزمان با تعهد گروهان RAAF به جنگ کره و اورژانس مالایا بود. وایت در اکتبر ۱۹۵۷ درگذشت.